# 衛生兵

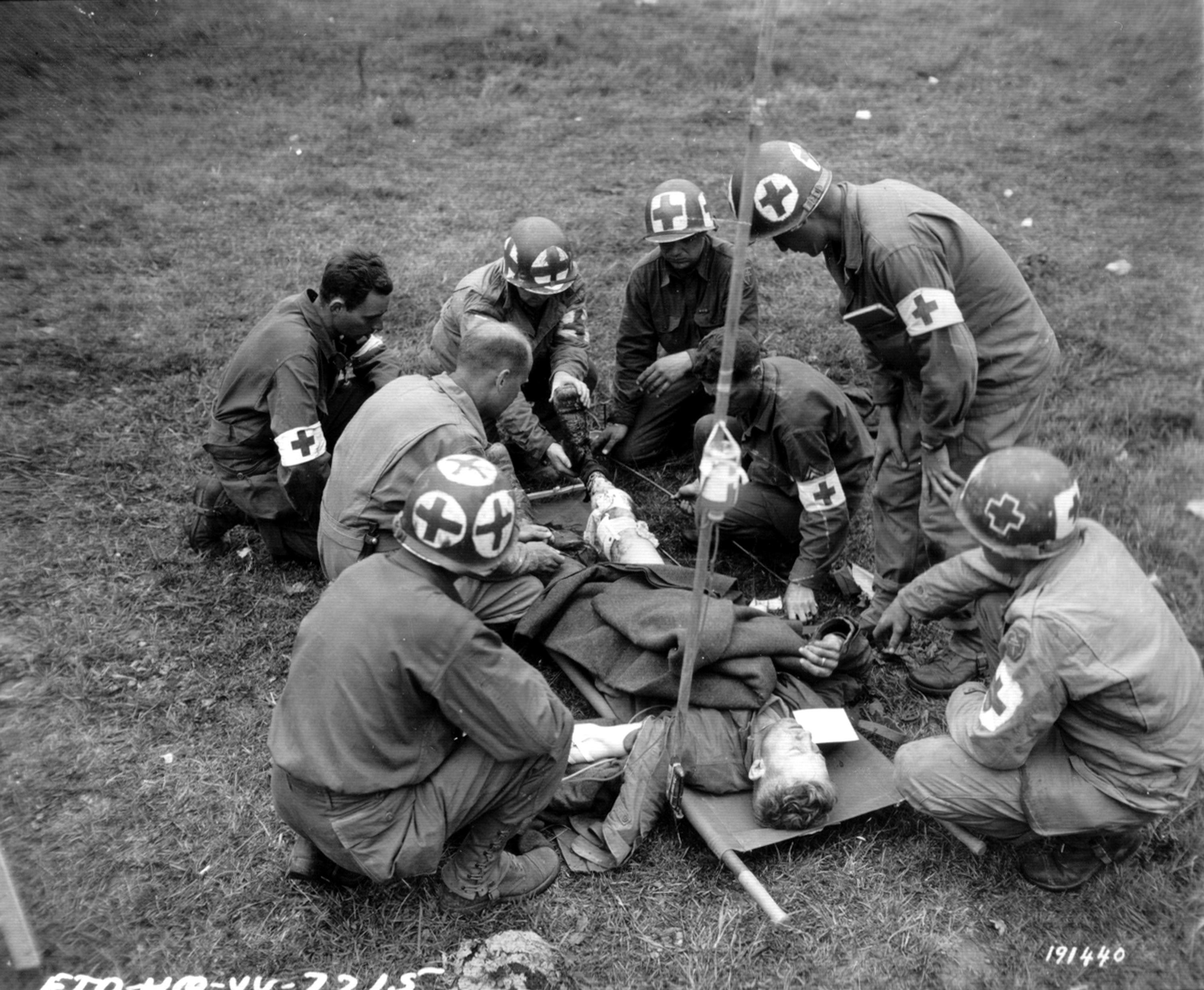
第二次世界大戦時のアメリカ軍の衛生兵

衛生兵（えいせいへい、英: combat medic, medic）は、軍隊において衛生班に属し、医療に関する業務を行う兵士。戦闘支援兵科の一種である。その任務の特殊性と専門性及び人道上の理由から、戦時国際法上における医療要員として、他の兵科の軍人とは異なる各種の保護資格等が与えられている。
なお、医療従事者の免許・資格が無くとも、軍隊の衛生部隊に配属されている軍人で部隊が任務を行うのに必要とされる人員（輸送機器の運転手や部隊・組織の管理要員など）は国際法上の衛生要員として扱われる。

## 概要

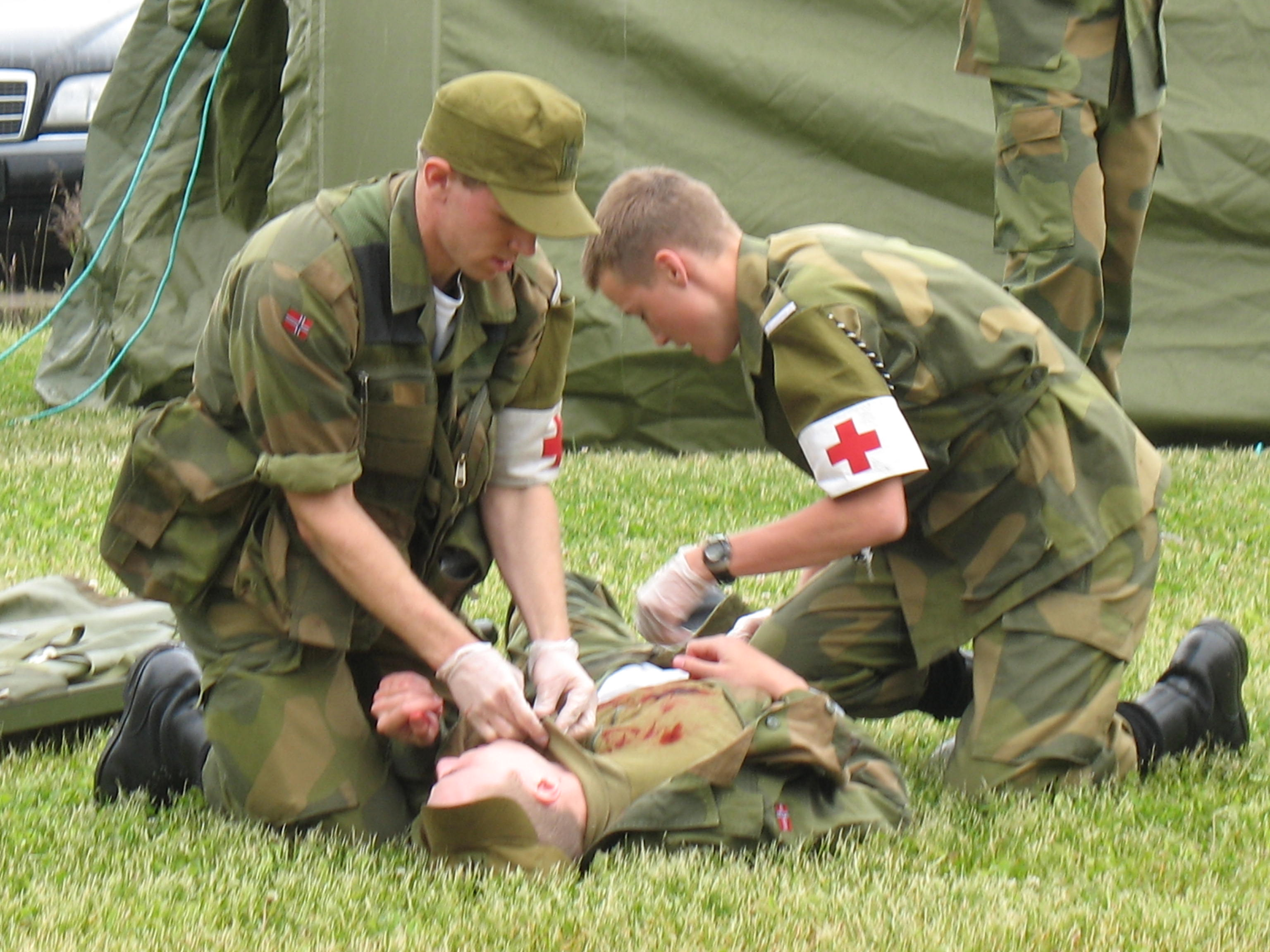
治療訓練を行うノルウェー軍の衛生兵

衛生兵は医療に関わる一般的な業務を任務とする。戦闘での負傷兵への応急医療だけでなく、後方での傷病兵の看護及び治療、部隊の衛生状態の維持を担当する。また寒冷地・熱帯地などの疾病地域においては、予防医学の指揮をとり（例：凍傷やマラリアの予防教育、予防措置等）、また食物や水の衛生管理などの防疫業務などをも担当する。一般的に衛生兵は師団において2%〜5%の程度の人員を占め、彼らによって衛生大隊が編成されるが、もちろん国や時代によって部隊編成規模の差異にはかなり大きな幅がある。

## 活動

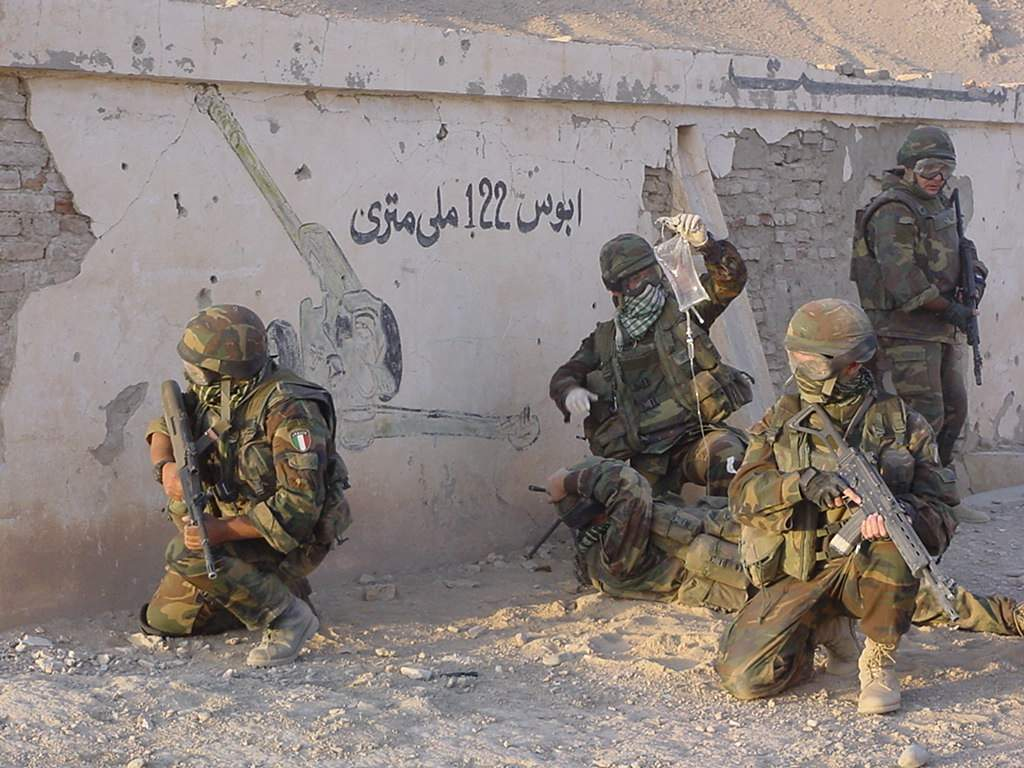
アフガニスタンで行動しているイタリア陸軍のアルピーニ。画面右奥で衛生兵が点滴を施している

一般的に最前線で活動する衛生兵は、負傷した兵士に対して応急処置を施し、後方の野戦病院へ搬送することを任務としている。
銃創や大きな裂傷のような外傷を負った兵士に対して最前線で行える応急処置は包帯とガーゼ、止血帯での止血、傷口の洗浄とドレッシング材による被覆保護、気道確保、動脈などからの出血が酷い場合は鉗子を使用した止血やリンゲル液の輸液を行う場合もある。しかし
基本的に出血を抑制し、モルヒネなどで苦痛を緩和する処置がほとんどであり、前線でそれ以上の処置が行われることはあまり無い。あくまで衛生兵の役目は、軍医の待つ安全で設備の整った後方の医療施設への後送まで、負傷した兵士の命を繋ぐ事である。

## 衛生兵の国際法上の庇護
1929年にジュネーヴで傷病兵保護条約（ジュネーヴ条約）が結ばれ、衛生兵などは国際法規により保護されることとなった。第6条から第9条にかけて、保護規定が定められている。衛生部隊及びその施設は交戦者によって保護される（第6条）が、害敵行為は保護資格を失う（第7条）。自己防衛や傷病者保護のために部隊が武装している場合（第8条1項）、武装衛生要員不在時に、衛生部隊等が武装部隊によって警備されている場合（第8条2項）、傷病兵より取り上げた武器が所轄機関に未だ引き渡されていない場合（第8条3項）、獣医機関の人員等が衛生施設等の一部分を構成しないで施設を設置している場合（第8条4項）においても、衛生部隊・要員等は保護されるものとされる。第9条において、傷病者の収容・輸送・治療に従事する人員のみならず、事務・看護・宗教要員も捕虜にはされないとされている。
これは、1949年のジュネーヴ諸条約及び1977年のジュネーヴ諸条約第一追加議定書にも、同等の規定が継承されており、諸条約第1条約の第3章及び第4章、第一追加議定書の第8条から第16条にかけて衛生要員の保護が規定されている。
一般的に従軍中は、自衛の為の武器（拳銃1丁と予備弾程度）以外は持つ必要が無かった。また衛生兵は敵側にも身分を示すように、多くの場合ヘルメットに赤十字のマークが（前後左右に）表示されており、加えて“白地赤十字”章入りの腕章を着装していた。第二次世界大戦のドイツ国防軍などでは、衛生兵であることを強調するために非常に目立つ“白地赤十字”章のゼッケンを着用することさえあった。
しかし、第二次世界大戦後半になると戦闘中の混乱等から、衛生兵であっても攻撃を受けることが出始めた。また衛生兵は高度な専門知識が求められるゆえ補充が利きにくい兵科であり、敵側の衛生兵が欠ければ敵側の生存率は下がるため、誤射を装って意図的に攻撃されることも多かったとも伝えられる。
こうした自己防衛の必要性から、衛生兵であっても小銃や短機関銃、手榴弾などの武器を携帯し従軍する事例もある。とはいえ、本来の任務は傷病兵の救護や治療であり、医薬品・医療器具や包帯などを大量に携帯しなければならず、専用のバックパックやポーチなども必要となる。そのため、自衛目的で武装する必要があってもなお、軽量な拳銃を持つ余裕しか無い場合が多い。また特技兵として雑用の免除や車両に優先して乗れるなどの特権も多いが、荷物が多いことや負傷兵の容態を見るなどの任務を優先するためである。

## 自衛隊の衛生要員
自衛隊では、

赤十字標章

- 戦地にある軍隊の傷者及び病者の状態の改善に関する1949年8月12日のジュネーブ条約（以下「第1条約」）
- 海上にある軍隊の傷者、病者及び難船者の状態の改善に関する1949年8月12日のジュネーブ条約（以下「第2条約」）
- ジュネーヴ諸条約第一追加議定書
- ジュネーヴ諸条約第二追加議定書

等の条約の実施に必要な、自衛隊における赤十字標章及び衛生要員等の身分証明書に関する必要な事項を定めるため、「赤十字標章及び衛生要員等の身分証明書に関する訓令」（昭和39年9月8日防衛庁訓令第32号/平成17年11月15日防衛庁訓令第77号）が定められている。

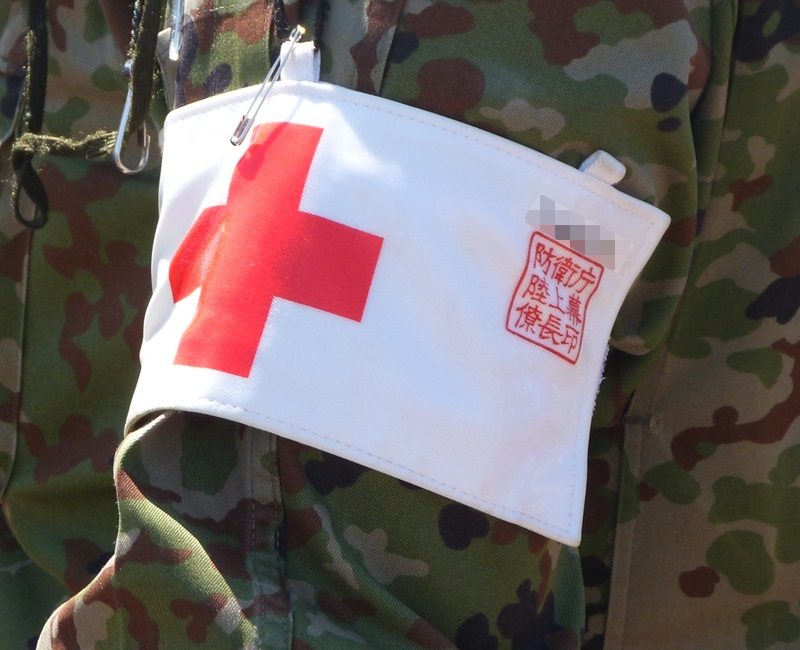
衛生科 (陸上自衛隊) の衛生腕章

陸上における衛生要員の腕章（第1条約第40条第1項に規定する腕章）
幕僚長又はその委任を受けた者が、陸上自衛隊、海上自衛隊又は航空自衛隊において傷者若しくは病者の捜索、収容、輸送若しくは治療又は疾病の予防に専ら従事するものとして指定した隊員及び衛生部隊又は衛生施設として指定したものの管理に専ら従事する隊員は、自衛隊法（昭和29年法律第165号）第6章の行動に際しその職務に従事しているとき及びそのための訓練に従事しているとき、その他勤務の性質上腕章を着用する必要があるときは、同項の腕章をその左腕に着用する。
特別要員の腕章（第1条約第41条第1項に規定する腕章）
幕僚長又はその委任を受けた者が陸上自衛隊、海上自衛隊又は航空自衛隊において補助衛生員、補助看護員、又は補助担架手として傷者及び病者の収容、輸送又は治療に当たるために特別の訓練を受けた者として指定された隊員に対し、それを使用させる必要が生じた場合において、発給し、着用させる。
海上における衛生要員等並びに病院船の衛生要員及び乗組員の腕章（第2条約第42条に規定する腕章）
幕僚長又はその委任を受けた者が、病院船の衛生要員及び看護員並びにその乗組員である隊員並びに隊員その他第2条約第13条各号に掲げる者で海上にあり、かつ、傷者、病者又は難船者であるものの衛生上の看護に従事する衛生要員及び看護員として指定した隊員が着用する。
衛生要員等の特別の身分証明書
陸上における衛生要員並びに海上における衛生要員等及び病院船の衛生要員及び乗組員は特別の身分証明書の交付を受ける。衛生要員等は、自衛隊法第6章の行動に際して、その職務に従事しているとき及びそのための訓練に従事しているとき、その他勤務の性質上腕章を着用する必要があるときは、身分証明書を携帯することが義務付けられている。この身分証明書には、衛生要員等の氏名、生年月日、階級、認識番号及び身体の特徴並びに資格を記載し、その者の写真並びに署名及び指紋が付される。この場合において、資格の欄には、医師、歯科医師その他の職務の名称を記入し、医師にあっては更にその専門の科目を明らかにする。

## 旧日本陸軍の衛生隊

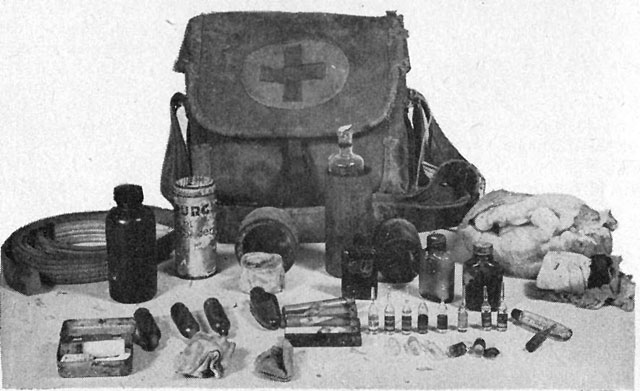
太平洋戦争当時にアメリカ軍が鹵獲し、情報資料に掲載した日本軍の衛生材料。内容物が規格化されておらず、形状がまちまちであると説明されている。

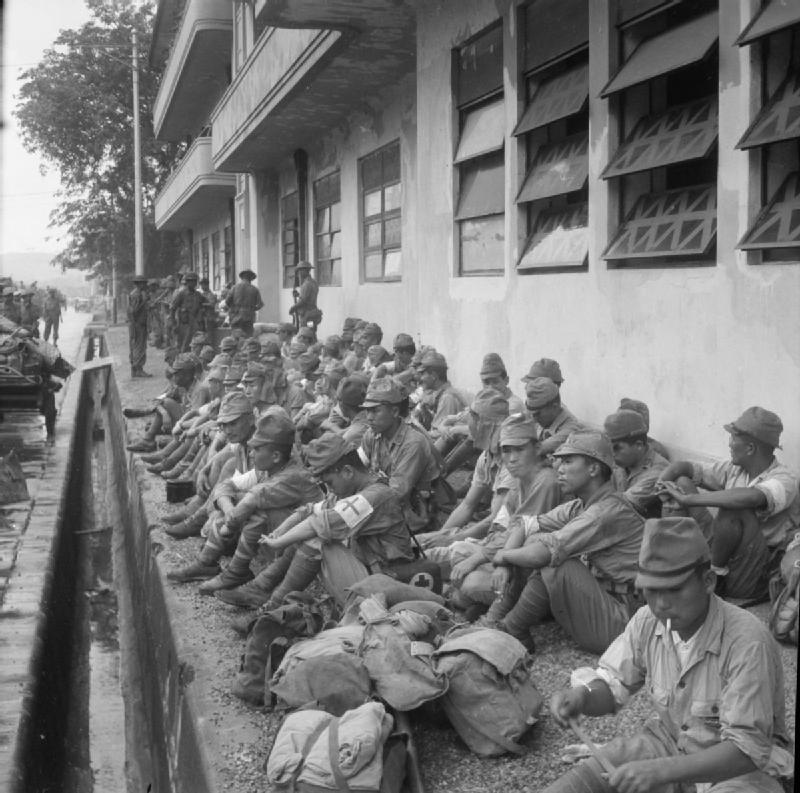
シンガポールで終戦後に撮影された衛生兵（中央）。日本陸軍の衛生兵の腕章は憲兵腕章のような「腕に巻く」物ではなく「腕に貼る」四角型の布であり、被服に縫い付ける臂章となる。また、臂章の赤十字の意匠は「細長い十字」である

衛生部員は、大きく隊附衛生部員・衛生隊所属の衛生部員・野戦病院所属の衛生部員に分けられる。前者は部隊所属で後者は病院所属だった。両者は入営直後から教育課程が異なる。「病院付衛生兵」は陸軍病院の教育部に入営し、医学の講義と、実地習練としての病棟勤務を課せられる。数か月ごとの交代で連隊（聯隊）の医務室で軍医の助手を務めるが、基本的に陸軍病院勤務に終始する。それに対して「隊付衛生兵」は一般の歩兵・砲兵・騎兵・工兵・輜重兵・航空兵の中から選抜される。入営から3か月後に、師団長による第一期検閲が行われるが、その直後に上等兵候補者や特業兵（銃工兵・靴工兵・縫工兵・蹄鉄工兵・鳩兵・喇叭兵等）とともに「隊付衛生兵」が指名される。それと同時に「隊付衛生兵」に指名された者は兵科兵から衛生部兵に所属が変わり、たとえば歩兵であれば襟章や胸章（兵科章）の色が兵科の緋色から衛生部の深緑となる。
しかし、居住場所はあいかわらず入営部隊の内務班であり、衛生兵教育は連隊の医務室と陸軍病院で行われた。各連隊では週に2回の演習日があり、「隊付衛生兵」はかならず繃帯嚢を下げて参加しなければならなかった。このように「病院付衛生兵」と「隊付衛生兵」とでは、教育内容も看護能力も大きく異なっていた。そのためか、「隊付衛生兵」は戦闘経験のない者達からはヨーチンと蔑称され、外用薬としてヨーチンを使うことしか医療技術を持っていない者とされており、陸軍では「楽な任務」として「一にヨーチン、二にラッパ」と言われていた。診断及び治療は軍医の仕事であり、衛生兵が独断で処置できるのは小さなキズ、行軍中にできる足のマメ、インキンなど一部の皮膚病くらいなもので、それこそヨーチン、つまり消毒剤のヨードチンキで事足りるからであった。しかし、「隊付衛生兵」の重要な任務に、戦場で敵弾に倒れた兵士を弾の飛び交うなか後方へ後退させる事があった。戦地において将兵は勝手に後退することが許されず、戦友相互での応急手当には限度があった。また、負傷した戦友を置いて前進することもあったので、戦闘中に負傷した兵士は衛生兵がくると一安心であった。それゆえ実戦を経験した兵士達は「ヨーチン」ではなく「衛生兵殿」と敬意をこめて呼んでいたとされる。また、「衛生兵」という呼称は1937年の昭和12年2月12日勅令第13号陸軍兵等級表改正に伴って生まれた新しい呼称であり、それ以前は「看護兵」さらにそれ以前は「看護卒」と呼ばれていた。そのために、昭和初期頃は衛生部に属する兵のことを「ごっさん」と愛称していたそうである。
隊附衛生部員は、中隊に2名の衛生兵が配属される。大隊には原則として軍医2名（甲軍医と乙軍医）それに衛生下士官が1名配属される。甲軍医は衛生下士官とともに、仮包帯所（仮繃帯所）を設置し、乙軍医は最前線を巡って、負傷兵の火線救護を行なう。しかし、ほとんどの場合軍医の実際の定員は1名でやっとなので、軍医が火線救護を行なう例はほとんどない。連隊本部には高級軍医と衛生下士官（准尉・曹長クラス）が野戦救護所を設置する。
衛生隊は、師団ごとに1隊が編成配属された。車両編成のものは本部、担架中隊および車両中隊からなり、駄馬編成のものは本部および担架中隊からなった。要するに3個に分割、それぞれ独立して勤務できた。衛生隊長は歩兵もしくは輜重兵の大佐・中佐であり、その他に軍医長として軍医中佐が衛生業務の指揮をとった。その任務は戦闘に際し包帯所を開設しすみやかに傷者を収療、これを後送する。このほか行軍中の患者を輸送し、野戦病院の補助勤務をなすなどの副任務があった。
その携行する衛生材料は患者車、担架、衛生隊医极、隊医极、野戦手術台、野戦滅菌機器、手術燈、手術用天幕などで、その小行李に衛生材料のほか患者被服（毛布、蚊帳）、戦用天幕を、大行李に炊具、糧秣を納した。
戦闘中の任務は
1. 前方作業 - 戦線の傷者を捜索し、必要であれば救急処置を施し、包帯所に輸送、主として担架中隊がこれに服した。
2. 包帯所作業 - 包帯所は収容部、治療部、薬剤部、発送部に分かれ、車廠、馬繋場、炊事場などが附属した。包帯所での処置は救急包帯、副木の装着など輸送に耐え得る程度の初療を行ない、必要であれば血管結紮、気管切開、外尿道切開および遷延すべからざる切断術などの救急手術をも行うとされた。
3. 後方作業 - 後方作業は包帯所を開設し、収容した傷者に必要な初療を施し、本部の衛生部員がこれに服した。後方作業は初療を終えた傷者を包帯所から野戦病院に後送し、車両中隊がこれに服した。

に分けられる。
野戦病院は1個師団に3〜4箇程度存在した。野戦病院長は、軍医中佐もしくは軍医少佐である。1個野戦病院で100名程度の患者を収容できたが、自前の兵站組織や輸送手段をもたないため、機動的な活動も自衛戦闘もほとんど不可能であった。

## 著名な経験者
- 二宮忠八 - 航空技術者。日露戦争に従軍中、上官の長岡外史や大島義昌に軍用機開発を訴えたが陸軍が乗り気でないと感じ退役した。
- 矢部喜好 - 牧師。日露戦争の際、日本において良心的兵役拒否を初めて行った人物。禁固2か月の判決を受けた後、看護兵として応召。
- 黒島伝治 - 作家。シベリア出兵に看護兵として従軍した。従軍経験から『渦巻ける烏の群』や『橇』などのシベリアものと呼ばれる反戦文学を執筆した。
- 加東大介 - 俳優。第二次世界大戦時には陸軍において兵士の士気高揚のため劇を演じるなど福利厚生の任務も担当した。
- 牧野明 - 海軍衛生兵。第二次世界大戦時に生体解剖へ関与を証言した。
- 松本清張 - 作家。従軍した経験から、『遠い接近』などの作品を執筆した。
- ジョセフ・クリハラ - 第一次世界大戦時にアメリカ陸軍で衛生兵として従軍。
- ウォルト・ディズニー - 第一次世界大戦時にアメリカ陸軍で衛生兵として従軍。
- レイ・クロック - 第一次世界大戦時にアメリカ陸軍で衛生隊の救急車運転手を務めた。ウォルト・ディズニーとは同隊。
- マックス・ベックマン - 画家。第一次世界大戦に衛生兵として従軍した体験から、画風が大きく変化した。
- ジョン・ブラッドリー - 第二次世界大戦時にアメリカ海軍で衛生兵として従軍。星条旗を掲揚する写真に写っていたと70年にわたって信じられてきた人物。
- デズモンド・T・ドス - 沖縄戦で衛生兵として活躍し、良心的兵役拒否者としては史上初めてアメリカ軍人最高位の名誉勲章を受章した。